# Вја деле Селве (Л'Аквила)
Вја деле Селве (итал. Via delle Selve) је насеље у Италији у округу Л'Аквила, региону Абруцо.
Према процени из 2011. у насељу је живело 19 становника. Насеље се налази на надморској висини од 698 м.